# 秃忽鲁
秃忽鲁（1255年—1303年），元朝大臣，字亲臣，康里人。亚礼大石之子。
自幼奉事忽必烈，随许衡学习。常在宴会中向忽必烈讲述古今治乱政要。以湖南、湖北地区民变，秃忽鲁向哈剌哈孙进言，杀其首领，“群盗”自息。后又提出“因蛮攻蛮”策略，主张招募当地弩士去镇压辰州地区少数民族起义。后历任兵部郎中佥太史院、中书右司郎中、吏部尚书等。至元二十八年（1291年）经哈剌哈孙推荐任湖广行省右丞。元成宗即位后迁江浙行省右丞。大德四年（1300年）中书平章不忽木去世后，遂自江浙召回授枢密副使。大德七年（1303）病逝。赠赵国公，谥文肃。

## 延伸阅读
[在维基数据编辑]
 《元史·卷134》，出自宋濂《元史》
 《新元史/卷197》，出自柯劭忞《新元史》